# Дудінце
Ду́динці (словац. Dudince) — курортне місто в Банськобистрицькому краї Словаччини, у долині річки Штьявниця на південний захід від міста Зволен. Населення 1362 осіб (2024).

## Історія
Дудинецьку вуглекислу воду почали використовувати для лікувальних цілей ще на початку 20 століття, а в 1983 році, коли Дудинці отримали статус курорту, тут почали комплексно лікувати всілякі недуги два бальнеологічних центри: «Рубін» і «Смарагд». Пізніше до них приєдналися «Кріштяль» і «Діамант», а також реконструйований курортний пансіонат «Агат».

## Населення
| Рік:            | 1994. | 2004.   | 2014.   | 2024.   |
| --------------- | ----- | ------- | ------- | ------- |
| Кількість осіб: | 1591  | 1521    | 1444    | 1362    |
| Різниця:        |       | -4,39 % | -5,06 % | -5,67 % |

| Рік:            | 2023. | 2024.   |
| --------------- | ----- | ------- |
| Кількість осіб: | 1376  | 1362    |
| Різниця:        |       | -1,01 % |